# Военный ординариат Хорватии
 Военный ординариат Хорватии  (хорв. Vojni ordinarijat u Republici Hrvatskoj) — военный ординариат Римско-Католической Церкви, действующий в Хорватии. Военный ординариат Хорватии, подчиняясь непосредственно Святому Престолу, обеспечивает пастырское окормление военнослужащих хорватской армии и их семей.

## История
25 апреля 1997 года Римский папа Иоанн Павел II издал буллу «Qui successimus», которой учредил военный ординариат Хорватии.

## Ординарии
- епископ Юрай Езеринац (Juraj Jezerinac) (25.04.1997 — 30.11.2015).
- епископ Юре Богдан (Jure Bogdan) (30.11.2015 — н. вр.).

## Источник
- Annuario Pontificio, Libreria Editrice Vaticana, Città del Vaticano, 2003, ISBN 88-209-7422-3
- Булла Qui successimus  (лат.)